# 博帕尔县
博帕尔县（Bhopal District），印度中央邦的一个县，隶属博帕尔专区。北临古纳县、维迪沙县，东临赖森县。博帕尔市为该县的首府。该县总面积2,772 km², 总人口2,371,061 (2011年统计)。